# Adampol (odwód chmielnicki)
Adampol (ukr. Адампіль) – wieś na Ukrainie w rejonie starosyniawskim należącym do obwodu chmielnickiego.

## Położenie
Adampol leżał na Czarnym Szlaku, w pobliżu Starej Sieniawy, w pięknej, górzystej, ale całkowicie pozbawionej lasów okolicy, poprzecinanej głębokimi, podolskimi jar. Szlakiem tym, jeszcze w drugiej połowie XIX w. czumacy pędzili stada bydła do Odessy, zatrzymując się na nocleg w pobliskiej karczmie Perekora.

## Dawni właściciele
Niegdyś, wraz z innymi okolicznymi ziemiami, było to dziedzictwo Czartoryskich. Nazwa miejscowości pochodzi jednak z czasów nowszych. Założona została bowiem dopiero za życia ks. Adama Kazimierza Czartoryskiego (1734-1823), generała ziem podolskich, w którymś dniu jego imienim i stąd właśnie wzięła się jej nazwa. Około 1820 r., od ks. Adama Kazimierza Czartoryskiego nabył Adampol Michał Trzeciak h. Sas (1793-1864), syn Kajetana, pochodzący z linii „kijowskiej” tej starej kresowej rodziny, żonaty z Teodozją Czajkowską h. Jastrzębiec, córką Stanisława, podkomorzego żytomierskiego i Petroneli z Głębockich h. Doliwa. Był on człowiekiem bardzo zdolnym i przedsiębiorczym, ze złotym medalem ukończył Liceum Krzemienieckie, a obok Adampola nabył jeszcze inną majętność – Hreczanę. Ciesząc się zaufaniem współobywateli, piastował też urząd marszałka szlachty powiatu lityńskiego. Michał Trzeciak miał dziewięcioro dzieci, z których troje umarło w młodym wieku. Swój spory majątek w dobrach ziemskich, czy też w gotówce, rozdzielił między pozostałych przy życiu synów i córki.
Adampol dostał się we wianie jednej z córek Michała Trzeciaka – Michalinie (1828-1879), zamężnej z Romanem Suszczańskim-Proskurą h. Krzyżostrzał. Zarówno Trzeciakowie, jak Suszczańscy-Proskurowie pretendowali do tytułu kniaziowskiego. Roman Proskura, do którego przodków miała należeć niegdyś Proskurowszczyzna (Płoskirowszczyzna), spokrewniony blisko ze słynnym Sadykiem Paszą Michałem Czajkowskim, był ostatnim męskim przedstawicielem swego rodu. Z tego powodu Adampol jako posag córki Romana i Michaliny Suszczańskich-Proskurów – Olimpii, przeszedł do rodziny jej męża, Władysława Czarkowskiego h. Abdank. Ponieważ także i Czarkowscy nie mieli syna, Adampol znalazł się w końcu w posiadaniu ich jedynej córki Idalii, żony Kazimierza Lubicz-Zaleskiego, ostatniej właścicielki tych dóbr, zajmujących w 1914 r. powierzchnię 393 dziesięcin ziemi. Zalescy mieli wprawdzie dwóch synów, Bohdana i Michała oraz dwie córki, Marię 1° voto Węglińską, 2° voto Jasieńską i Jadwigę Edwardową Marylską, wszyscy oni nie pozostawili jednak potomstwa, wobec czego i ta linia wygasła.

## Pałac
Wkrótce po nabyciu Adampola, czyli tuż po 1820 r., Michał Trzeciak wzniósł tam zakrojony na wielką rezydencję pałac w stylu klasycystycznym.
Tak jak w wielu innych podobnych przypadkach, nie wiadomo, jaki architekt opracował jego projekt. W tradycji miejscowej przetrwało jedynie mniemanie, że był to ten sam nieznany z nazwiska Włoch, który budował pafac w niezbyt odległej Eliaszówce. Niestety, i on jest anonimowy. Pałac adampolski nie został zresztą zrealizowany w całkowitej zgodzie z planem. Miał on być bowiem budowlą ściśle symetryczną, złożoną z połączonych ze sobą w jedną całość trzech członów, to jest korpusu głównego i dwóch oficyn bocznych. Całość zaprojektowano wszakże w kształcie podkowy tak rozwartej, że oficyna lewa, z powodu bliskości brzegu stawu i spadku terenu, nie miała już gdzie stanąć. Wobec tego zmieniono projekt i zamiast drugiej oficyny wybudowano skrzydło od tyłu domu.
Według stanu z 1914 r. korpus główny pałacu był budowlą trzynastoosiową, murowaną z cegły, w całości parterową o dość wysokiej podmurówce i rzucie prostokąta. Jego pięcioosiową część środkową elewacji frontowej akcentował znacznie podwyższony portyk, złożony z sześciu, w jednakowej odległości ustawionych kolumn jońskich, wspartych na kwadratowych bazach, ustawionych na niskim tarasie. Taras ten służył równocześnie jako kryty podjazd. Od baz kolumn skrajnych wychodziły krótkie, wycinkiem koła zakreślone murki, stanowiące ramy dla podjazdu. Kolumny dźwigały belkowanie, pokryte od czoła fryzem ornamentalnym oraz otoczony profilowanym gzymsem trójkątny fronton z kartuszem herbowym fundatora Sas. Część portykowa elewacji rozczłonkowana była Hzenami, zamkniętymi górą także fryzem, podobnym jak w portyku. Nad nim znajdowało się jeszcze pięć niskich, poziomo ułożonych okien, oświetlających strych. Zarówno szerokie i wysokie, masywne, obite ukośnie ułożonymi drobnymi klepkami główne drzwi wejściowe, jak wszystkie okna prostokątne akcentowały naczółki, wsparte na bardzo mocno zarysowanych konsolkach wolutowych. Bezpośrednio przed wybuchem pierwszej wojny światowej, w czasie odnawiania całego pałacu, stolarka dwudzielnych dotąd okien jego korpusu głównego, złożonych z ośmiu kwater, zastąpiona została przez trójdzielną, bez podziału, co niekorzystnie wpłynęło na stylowy charakter budynku. Podobny wystrój jak frontowa otrzymała także elewacja ogrodowa, pozbawiona jednak portyku, a nawet pozornego ryzalitu. Wszystkie elewacje wieńczył bardzo wydatny gzyms profilowany. Główny korpus pałacu nakrywał wysoki, gładki dach gontowy, z trzema otynkowanymi kominami. Środkowy z nich miał kształt dość długiej, poprowadzonej równolegle do kalenicy ścianki. Dwa boczne, mniejsze, ustawiono do niej poprzecznie.
Od prawej elewacji bocznej wychodziła lekkim łukiem zakreślona galeria, łącząca korpus główny z oficyną. Galeria ta, od strony ogrodu zamknięta ścianą całkowicie, a od frontu tylko na osiach skrajnych, pod¬kreślonych oknami ślepymi, miała dach schowany za attyką pełną. Od frontu wspierał się on na pięciu kolumnach toskańskich. Oficyna była nieco niższa od pałacu, dziewięcioosiowa, w części środkowej ozdobiona także podwyższonym, czterokolumnowym portykiem, zamkniętym gładkim belkowaniem i  trójkątnym frontonem, przebitym niewielkim, półkolistym okienkiem. Niezbyt duże, prostokątne, dzielone na sześć kwater okna ożywiały poziome naczółki bez konsolek. Oficynę wieńczył gzyms także bardzo mocno zarysowany. Ponad gładkim dachem czterospadowym wznosiły się tylko dwa, symetrycznie wyprowadzone kominy.
Miejsce oficyny drugiej zajął późniejszy otwarty taras, osadzony na murowanych słupach, rozciągnięty wzdłuż całej lewej elewacji bocznej głównego korpusu pałacu. Nakryto go dachem dwuspadowym, wspartym na cienkich, drewnianych filarach. Skrzydło tylne, ustawione równolegle do prawej elewacji bocznej, było również parterowe, siedmioosiowe, nakryte dachem podobnym, jak korpus główny, ale o nieco skromniejszym wystroju zewnętrznym. Przed głównym wejściem wznosił się także czterokolumnowy, podwyższony portyk joński, ale tym razem zamknięty prostokątną ścianką attykową.
Wystrój wnętrz pałacu wyglądał stosunkowo skromnie, co mogłoby sugerować, że nie wszystkie pokoje wykończone zostały ostatecznie. Korpus główny, przeznaczony na cele reprezentacyjne, miał układ dwu-traktowy, ale nieregularny, wynikły częściowo z ostatniej przebudowy i modernizacji. Na szerokości portyku mieścił się hali, oświetlony dwoma oknami. Jego odpowiednik pośrodku traktu ogrodowego, wyposażony w dwa okna i drzwi wiodące do ogrodu, mieścił księgozbiór. Po stronie prawej znajdowała się wielka sala jadalna z oknami na przestrzał, trzema od frontu i trzema od ogrodu. Pokój narożny prawy, z dwoma oknami od frontu i jednym w ścianie bocznej, służył jako kredens, zaś usytuowany między nim a skrzydłem tylnym jako gabinet pana domu. Od strony lewej sąsiadował z hallem dwuokienny salon, zwany Zielonym, z którego wchodziło się do wielkiej sali balowej. Jej trzy okna wychodziły na dziedziniec frontowy, zaś poczwórne porte-entre na boczny taras. Te dwa pomieszczenia sięgały dość znacznie poza oś wzdłużną budynku. W lewym odcinku traktu frontowego mieściły się dwa pokoje gościnne, przedzielone łazienką i małym przedpokojem z drzwiami do ogrodu. Oba trakty miały układ amfiladowy. Z powodu braku w okolicy lasów, dom opalano słomą za pomocą pewnego rodzaju centralnego ogrzewania. Pod całym założeniem pałacowym, łącznie ze skrzydłem i oficyną, ciągnęły się sklepione korytarze z paleniskami. Specjalnymi kanałami przebitymi w ścianach gorące powie¬trze rozchodziło się stąd po całym domu. Codziennie zimą spalano pięć fur słomy, która na czarnoziemie podolskim rosła bardzo bujnie.
Hali ze ścianami malowanymi na kolor jasny urządzony był skromnie. Na ścianie wisiało tu duże lustro, a po bokach stały wieszaki i krzesła. Pokój biblioteczny miał ściany malowane farbą olejną na kolor ciemnobordowy, a posadzkę wykonaną z dębu. Dwie ściany przesłaniały dębowe, oszklone szafy, zawierające parotysięczny księgozbiór, głównie z zakresu prawa. Taki kierunek odpowiadał bowiem zainteresowaniom męża ostatniej właścicielki, Kazimierza Zaleskiego, absolwenta uniwersytetu paryskiego. Poza tym reprezentowana była astronomia, dziedzina wiedzy bliska synowi Kazimierza, Bohdanowi Zaleskiemu. Prócz edycji nowszych, głównie w językach polskim, francuskim i rosyjskim, w bibliotece adampolskiej znajdowały się też stare druki, oprawne w skórę cielęcą.
Bogatszy wystrój z posadzką również dębową gładką otrzymała sala jadalna, malowana olejno na kolor biały. Umieszczone pod sufitem srebrne drewniane listwy dowodziły, że ściany miały niegdyś obicie materiałowe lub tapetowe. Sufit dekorowały dwie rozety, z których zwisały duże żyrandole jakoby z kryształów górskich. Sale tę zdobiła kolekcja rycin Aleksandra Orłowskiego, oprawnych w wąskie, czarne ramy. Pośrodku stał wielki cedrowy stół rozsuwany, dokoła niego i przy ścianach krzesła, między oknami lustra „tremo” a w rogu, przed prostokątnym kominkiem, drugi stół, znacznie jednak mniejszy i mahoniowe fotele. Drzwi obok kominka wiodły do pomieszczeń w skrzydle.
Salon Zielony nazwę swą zawdzięczał na ten właśnie kolor w odcieniu jasnym malowanym ścianom. Całą posadzkę dębową zaścielał tu dywan. Urządzenie ruchome składało się z mebli nowszych, miękkich. Prócz foteli był tam jeszcze stół, lustro między oknami, podobne do tych w sali jadalnej i kilka przedmiotów drobniejszych. Na jednej ze ścian wisiało zwierciadło w owalnej oprawie złoconej, a na innych różne akwarele. Salę balową, utrzymaną w tonacji kremowej, obiegała górą listwa złocona. Z wielkiej rozety na suficie zwisał żyrandol identyczny jak w sali jadalnej. Nawiązywały do niego także jakoby z kryształów górskich wykonane kinkiety, umieszczone po obu stronach drzwi. Posadzkę tworzyła kompozycja w deseń z jasnego i czarnego dębu. Na umeblowanie składały się meble mahoniowe w stylu Empire. Pod jedną ze ścian stała długa kanapa z podnóżkiem. Nad nią wisiało wielkie zwierciadło w ramie złoconej. Dwa dalsze lustra „tremo” w ramach mahoniowych stały między oknami. Wśród szczególnie ciekawych i cennych przedmiotów, znajdujących się w sali balowej, na uwagę zasługiwał stolik inkrustowany masą perłową i kością słoniową w delikatne wzory i fotel mahoniowy, na którego oparciu umocowano szachownicę. Stał tu w końcu fortepian Blüthnera. Salę dekorowało kilka obrazów olejnych. Pokoje gościnne i gabinet urządzone były wygodnie, ale bez mebli szczególnie cennych.
Skrzydło tylne pałacu zawierało dziesięć różnej wielkości pomieszczeń w układzie również amfiladowym, dwutraktowym. Tylko w pokoju sypialnym, połączonym bezpośrednio z salą jadalną, malowanym na kolor bladoliliowy, zgromadzono kilka mebli zabytkowych. Należało do nich wielkie loże palisandrowe, klęcznik, stylowa sekretera, biurko i stolik do robót ręcznych z wieloma szufladkami. Dziesięć zasadniczych pomieszczeń w układzie dwutraktowym miała także oficyna. Część pokoi służyła tam celom mieszkalnym, cześć gościnnym, a pozostałe jako gospodarcze.
Było w Adampolu sporo dzieł sztuki i wyrobów przemysłu artystycznego, brak jednak na ich temat danych szczegółowych. Antoni Urbański wymienia następujące: „Pies i owce”, „Bukiet róż” i „Bukiet georginii” ze szkoły flamandzkiej, „Uzdrowienie chorej niewiasty” i „Św. Magdalena pędzla Antonio Sacco ze szkoły włoskiej oraz „Chrystus z krzyżem” autora nie określonego. Do grupy tej należało też „Zdjęcie z krzyża”, stara kopia Rubensa. Wśród obrazów nowszych były pastele Tytusa Maleszewskiego: „Głowa cyganki”, „Zorza” i „Postać kobieca w kąpieli”. Obrazy te wisiały prawdopodobnie w sali balowej i salonie Zielonym. W kolekcji porcelany znajdowały się wyroby Baranówki, petersburskiej fabryki cesarskiej, zastawa stołowa Sevres z czasów Ludwika Filipa, a także cały zestaw fajansów belwederskich.
Pałac stał na niewielkim wzniesieniu. Na wprost głównego portyku usytuowana była główna brama wjazdowa, oddzielona od niego ogromnym, otwartym trawnikiem z klombami kwiatów, kępami krategusów oraz białych spirei. Gazon obiegała dokoła szeroka droga. Na prawo od pa¬radnego dziedzińca ciągnęła się płaska część parku, zasadzona młodymi jeszcze świerkami. Dalej w tym samym kierunku leżał niewielki staw, a za nim na wzgórzu sąsiednim bielały chaty wsi Adampol, widoczne także z okien pałacu. Największa część ogrodu założona była po lewej stronie frontowego gazonu i domu. Na dwie części dzielił ją drugi, podłużny i znacznie większy staw, przez który w miejscach węższych przerzucono dwa mostki. Od strony domu teren opadał ku stawowi łagodnym stokiem. W ogrodzie typowo krajobrazowym rosły m.in. topole, świerki, sosny, stare dęby, tuje i wiele krzewów ozdobnych. Na jednym ze wzgórków parku stał pamiątkowy obelisk, postawiony ku czci jakiegoś Proskury. Na klombie, urządzonym pośrodku trawnika od tyłu domu, w rozwidleniu dwóch jego skrzydeł, ustawiano latem palmy. W tej stronie ogrodu mieściły się też cieplarnia i oranżeria, a nieco dalej na prawo zabudowania gospodarcze.